# ماكسي بيريرا
فيكتوريو ماكسميليانو بيريرا بايز (بالإسبانية: Victorio Maximiliano Pereira Páez) (مواليد 8 يونيو 1984 في مونتيفيديو) لاعب كرة قدم أوروغواياني لصالح نادي بورتو البرتغالي بين 2015 و 2019.

## إحصائيات اللاعب

### دوليًا
| المنتخب الوطني | السنة   | المشاركات | الأهداف |
| -------------- | ------- | --------- | ------- |
| الأوروغواي     | 2005    | 1         | 0       |
| الأوروغواي     | 2006    | 7         | 0       |
| الأوروغواي     | 2007    | 10        | 0       |
| الأوروغواي     | 2008    | 10        | 0       |
| الأوروغواي     | 2009    | 7         | 0       |
| الأوروغواي     | 2010    | 13        | 1       |
| الأوروغواي     | 2011    | 15        | 0       |
| الأوروغواي     | 2012    | 9         | 1       |
| الأوروغواي     | 2013    | 15        | 1       |
| الأوروغواي     | 2014    | 12        | 0       |
| الأوروغواي     | 2015    | 10        | 0       |
| الأوروغواي     | 2016    | 7         | 0       |
| الأوروغواي     | 2017    | 8         | 0       |
| الأوروغواي     | 2018    | 1         | 0       |
| المجموع        | المجموع | 125       | 3       |

## روابط خارجية
- ماكسي بيريرا على موقع الاتحاد الدولي (مؤرشف)  (الإنجليزية)
- ماكسي بيريرا على موقع الاتحاد الأوربي (الإنجليزية)
- ماكسي بيريرا على موقع قاعدة بيانات كرة القدم.إي يو (الإنجليزية)
- ماكسي بيريرا على موقع ناشيونال فوتبول تيمز (الإنجليزية)
- ماكسي بيريرا على موقع Soccerway.com (الإنجليزية)
- ماكسي بيريرا على موقع عالم كرة القدم.نت (الإنجليزية)
- ماكسي بيريرا على موقع AS.com (الإسبانية)